# Алиби (фильм, 1929)
«Алиби» (англ. Alibi) — черно-белый художественный фильм, криминальный триллер режиссёра Роланда Уэста, вышедший в 1929 году. В главных ролях задействованы Честер Моррис и Мэй Буш. Экранизация бродвейской пьесы «Дубинка полицейского» (1927).
Фильм номинировался на три статуэтки премии «Оскар»: «Лучший фильм», «Лучшая мужская роль» (Честер Моррис) и «Лучшая работа художника-постановщика» (Уильям Кэмерон Мензис).

## Сюжет
Гангстер Чик Уильямс (Честер Моррис), только что вышедший из тюрьмы, собирает вместе старый состав своей банды. Он становится главным подозреваемым, когда во время ограбления его банда убивает полицейского. Для обеспечения алиби Уильямс использует дочь полицейского — Джоан (Элеанор Гриффит). Капитан полиции Бак Бэчмен (Гарри Стаббс), влюбленный в Джоан, вместе с её отцом (Пёрнелл Прэтт) пытаются вывести Уильямса на чистую воду. Для этого они используют разнообразный арсенал средств, включая работу под прикрытием.

## В ролях
| Актёр           | Роль                |
| --------------- | ------------------- |
| Честер Моррис   | Чик Уильямс         |
| Мэй Буш         | Дэйзи Томас         |
| Гарри Стаббс    | Бак Бэчмен          |
| Элеанор Гриффит | Джоан Мэннинг       |
| Реджис Туми     | Деннис МакГанн      |
| Пёрнелл Прэтт   | сержант Пит Мэннинг |

## Цензура
Сразу после выхода, в 1929 году, фильм был запрещён к показу в Чикаго полицейским суперинтендантом (шерифом города) с обоснованием: «Действия полиции в ленте показаны как грубые и отталкивающие, провоцирующие возникновение в обществе отрицательного образа полицейского. Сцены ограбления и убийства полицейского и агента аморальны, криминальны и безнравственны, это же касается сцен жестокого допроса и самой идеи, что преступники могут использовать дочь полицейского для обеспечения собственного алиби».
Дистрибьютеры немедленно обжаловали это решение в суде округа Кук, и судья Гарри Фишер, посмотрев картину, отменил запрет суперинтенданта. После этого Комиссия по цензуре Чикаго подала апелляцию в Верховный суд Иллинойса, который отменил решение окружного судьи. Фильм на долгое время был запрещён к показу в Иллинойсе.